# Chiesa di Santa Maria di Betlem (Sassari)
Santa Maria di Betlem è una chiesa di Sassari, ubicata, con l'annesso convento dei frati conventuali, in piazza Santa Maria. Il tempio è dedicato alla Vergine.

## Storia
Tra il secondo e il terzo decennio del XIII secolo, la comunità francescana si insediò a Sassari, dopo aver ricevuto in dono il monastero di Santa Maria di Campulongu, che nel 1106 era stato donato ai benedettini di s.Vittore di Marsiglia dal giudice di Torres Costantino I di Lacon-Gunale. Negli anni 70 e 80 del XIII secolo fu ampiamente modificato l'impianto preesistente della chiesa e del convento.
Il primo intervento consistente è quello collocato tra il 1440 e il 1465 quando la chiesa venne ampliata e praticamente rifondata, con la realizzazione tra l'altro di alcune cappelle in stile tardogotico e una enorme volta a crociera nel presbiterio. Alla fine del XVI secolo vi fu educato e vi divenne sacerdote Francesco Zirano, frate francescano martire e poi beato. Nel XVII secolo fu aggiunta l'abside semicircolare ad ingrandimento del coro. Le capriate lignee della copertura della navata vennero sostituite nel XVIII secolo con volte a crociera. Tra il 1829 e il 1834 la chiesa venne restaurata su progetto del frate architetto Antonio Cano, che introdusse nella fabbrica elementi architettonici e decorativi dello stile rococò e neoclassico; tra gli altri interventi, venne realizzata la struttura cupolata, a pianta ellittica, che andò a sostituire il transetto a volta gotica del precedente impianto. Lo stesso Cano, nel 1813 aveva curato il restauro del convento attiguo. Nel 1846, l'architetto Antonio Cherosu realizzò la torre campanaria a canna cilindrica che sostituì il campanile gotico catalano a pianta ottaganale del XIV secolo, crollato improvvisamente dopo i lavori del frate Cano. Nel 2014, a seguito della beatificazione di padre Francesco Zirano, all'esterno della chiesa è stata collocata una statua che ne rappresenta il martirio. Vandalizzata poco tempo dopo, è ora collocata nel cortile del convento.
La chiesa è sede di sette gremi cittadini: il gremio dei Muratori, quello dei Sarti, degli Ortolani, dei Falegnami, dei Contadini, dei Piccapietre e degli Autoferrotranvieri.

## Descrizione

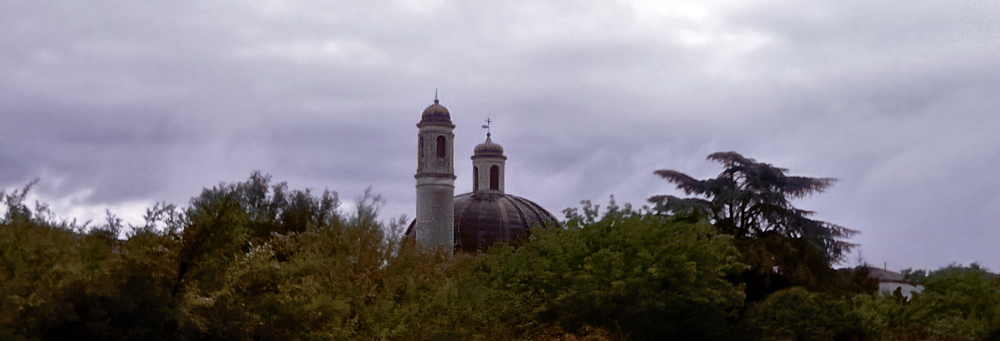
La cupola

La facciata a capanna, risalente all'originaria fabbrica duecentesca, è in pietra arenaria. Alla base è presente l'alto zoccolo, dal quale originano le robuste paraste angolari. Il prospetto si sviluppa su tre livelli; nel primo, delimitato da una cornice decorata da una serie di archetti pensili (1236-1238), si apre il portale strombato, architravato e sormontato da un arco a tutto sesto. Nello spessore della soglia del portale sono ancora visibili le tracce di epigrafi funerarie del XIII secolo, decifrate agli inizi del Duemila dall'epigrafista Giuseppe Piras assieme ad altre tre di XIV-XV secolo custodite nel chiostro del convento (una di queste in antica lingua catalana) . Il livello intermedio della facciata ospita il grande rosone, mentre nel terzo livello si trova un oculo, aperto probabilmente nel XVIII secolo. Caratterizzano l'esterno della chiesa anche la cupola ellittica e il campanile cilindrico, sormontato da un cupolino. 
Internamente, il tempio si presenta a navata unica, con cappelle laterali, transetto e presbiterio particolarmente profondo. La navata, coperta da volte a crociera, è scandita da lesene, aggiunte dal Cano nel XIX secolo, e presenta tre cappelle sul lato destro e quattro sul lato sinistro, frutto di ampliamenti quattro - cinquecenteschi. Il transetto cupolato, opera ottocentesca del Cano, ha pianta centrale e vi si aprono quattro cappelle e alcune nicchie in cui sono ospitate le effigi di santi francescani, separate da colonne con capitelli compositi.

## Cimitero
Da poco si è riscoperta la vasta area sepolcrale sotto la chiesa, occultata da ripavimentazioni moderne, grazie al georadar, mentre si stava procedendo con il restauro dell'area presbiteriale.

## Galleria d'immagini

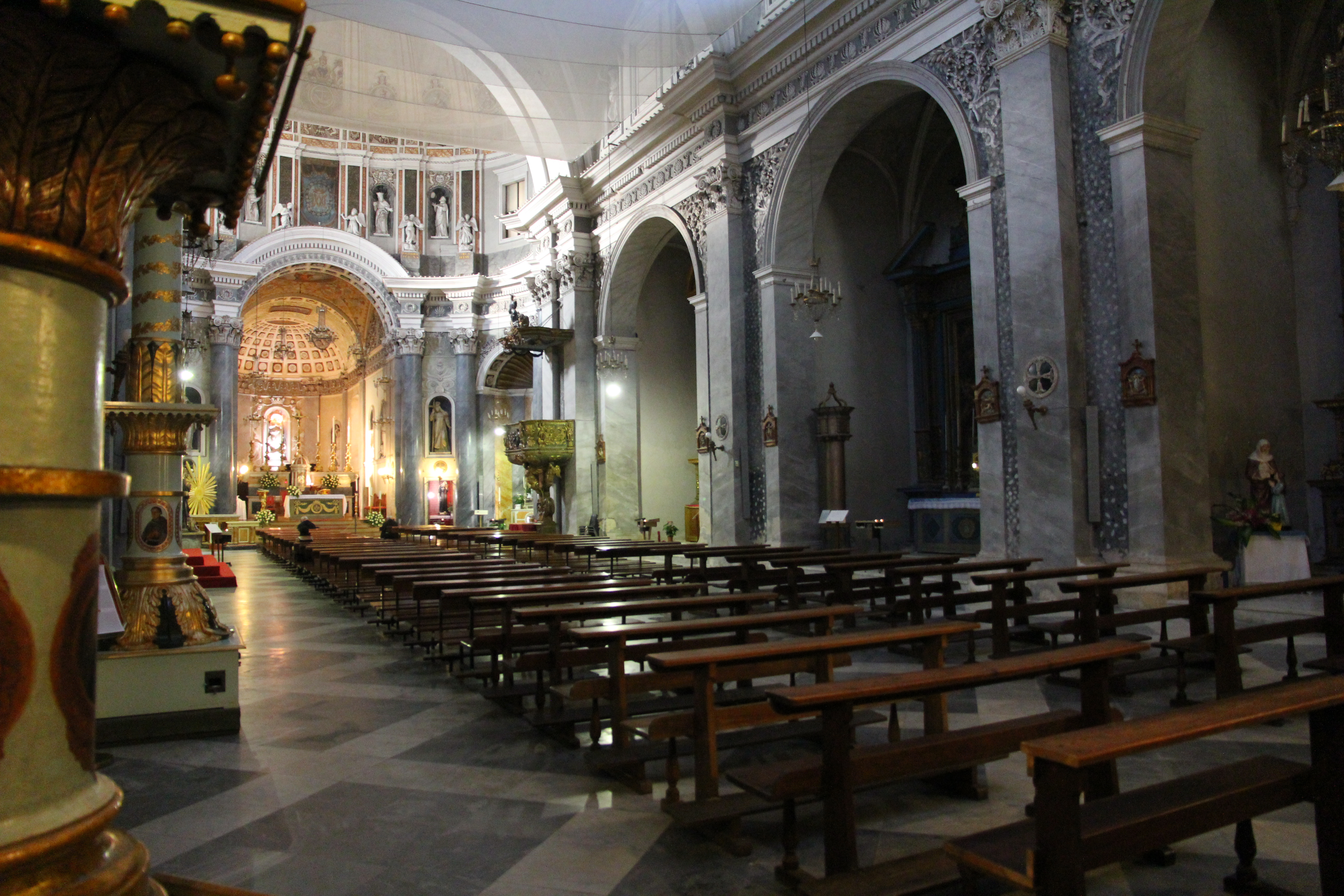
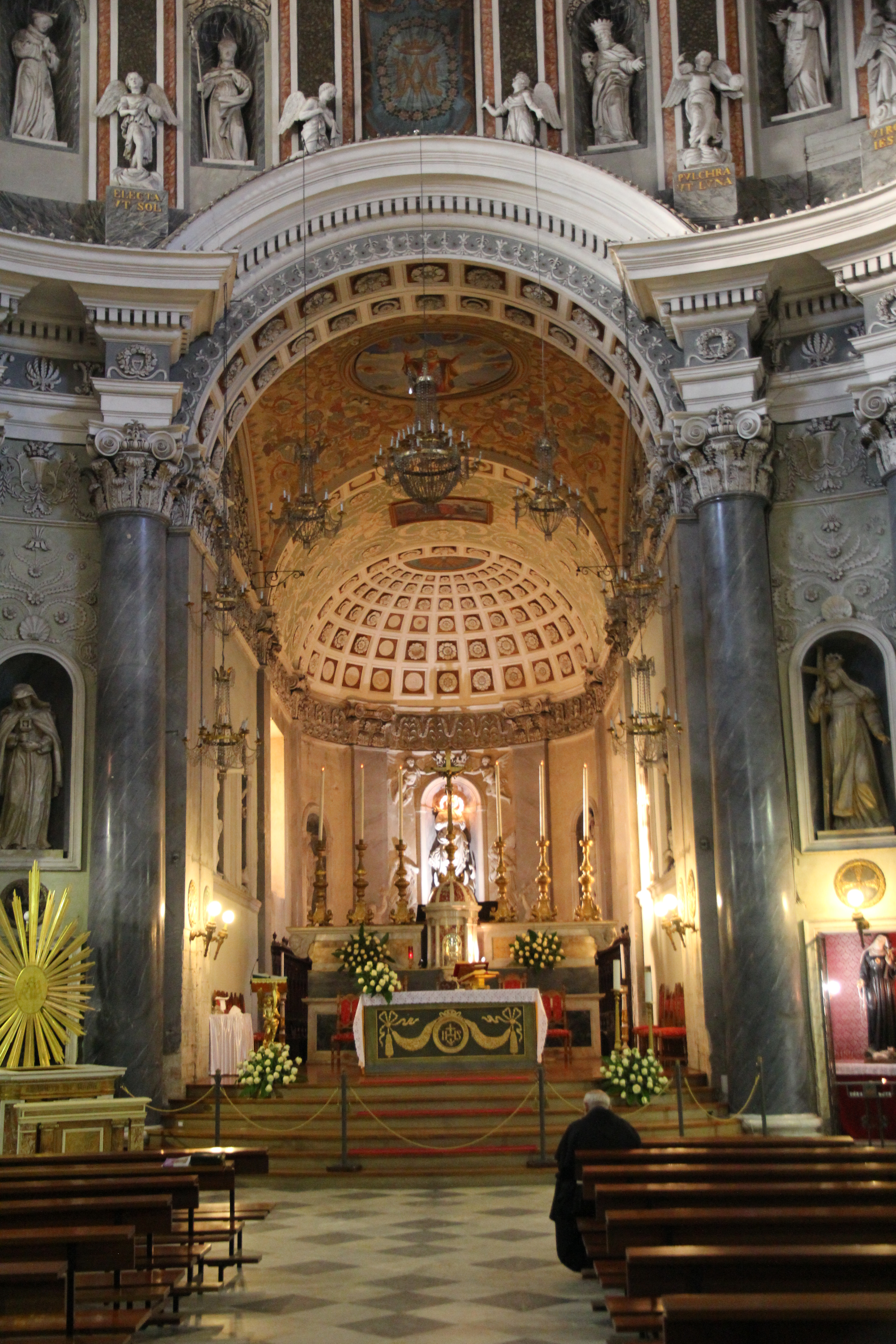
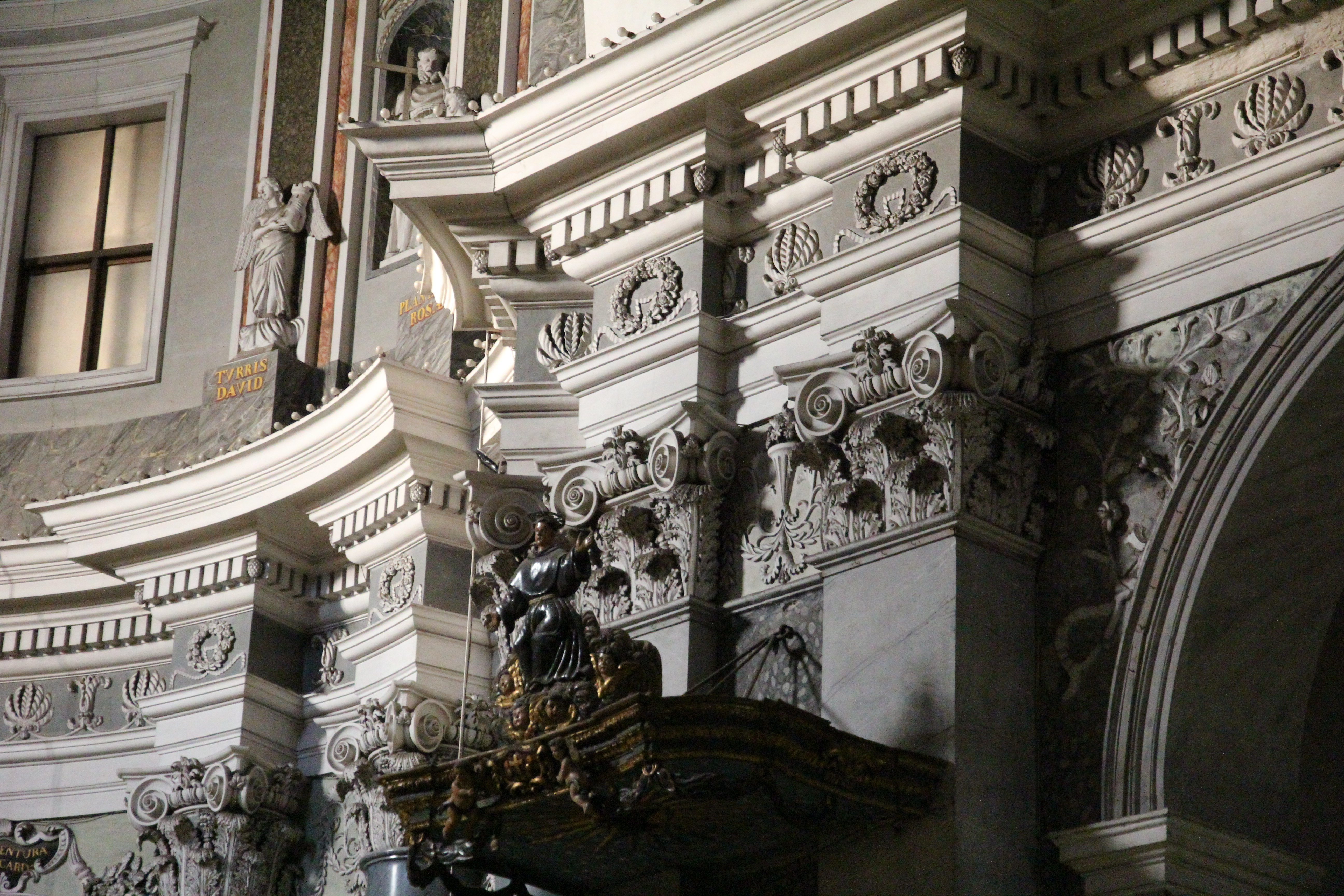
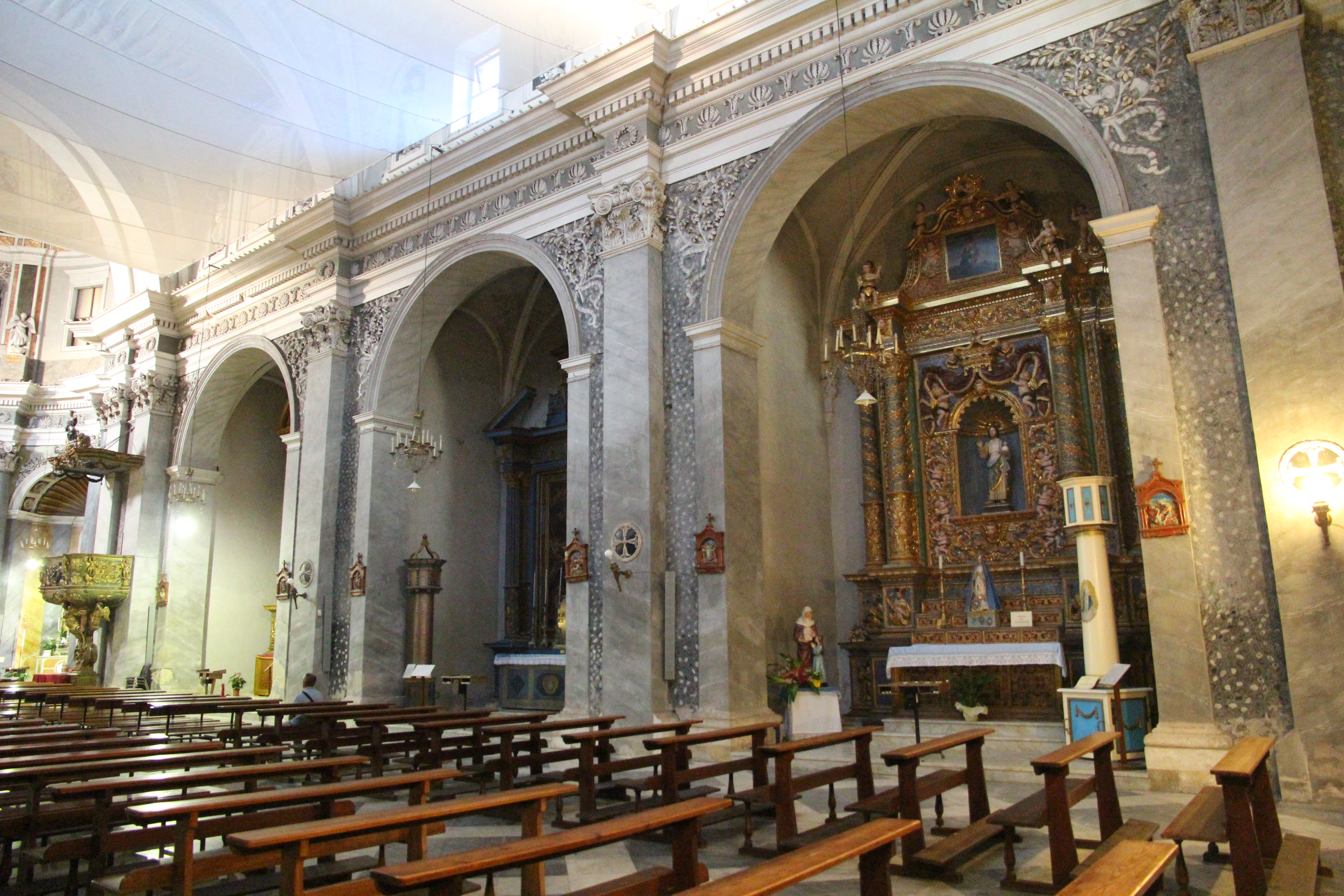
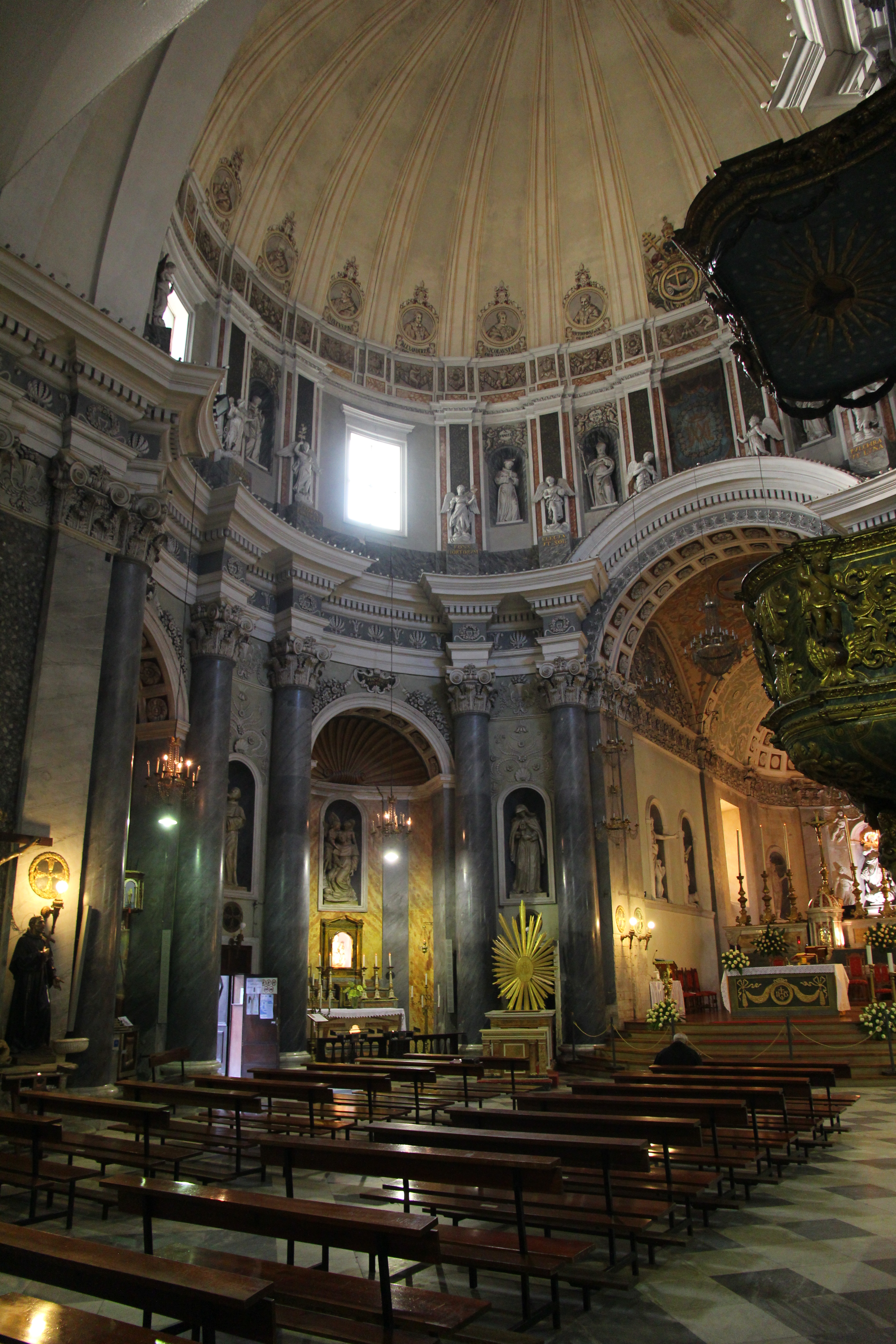
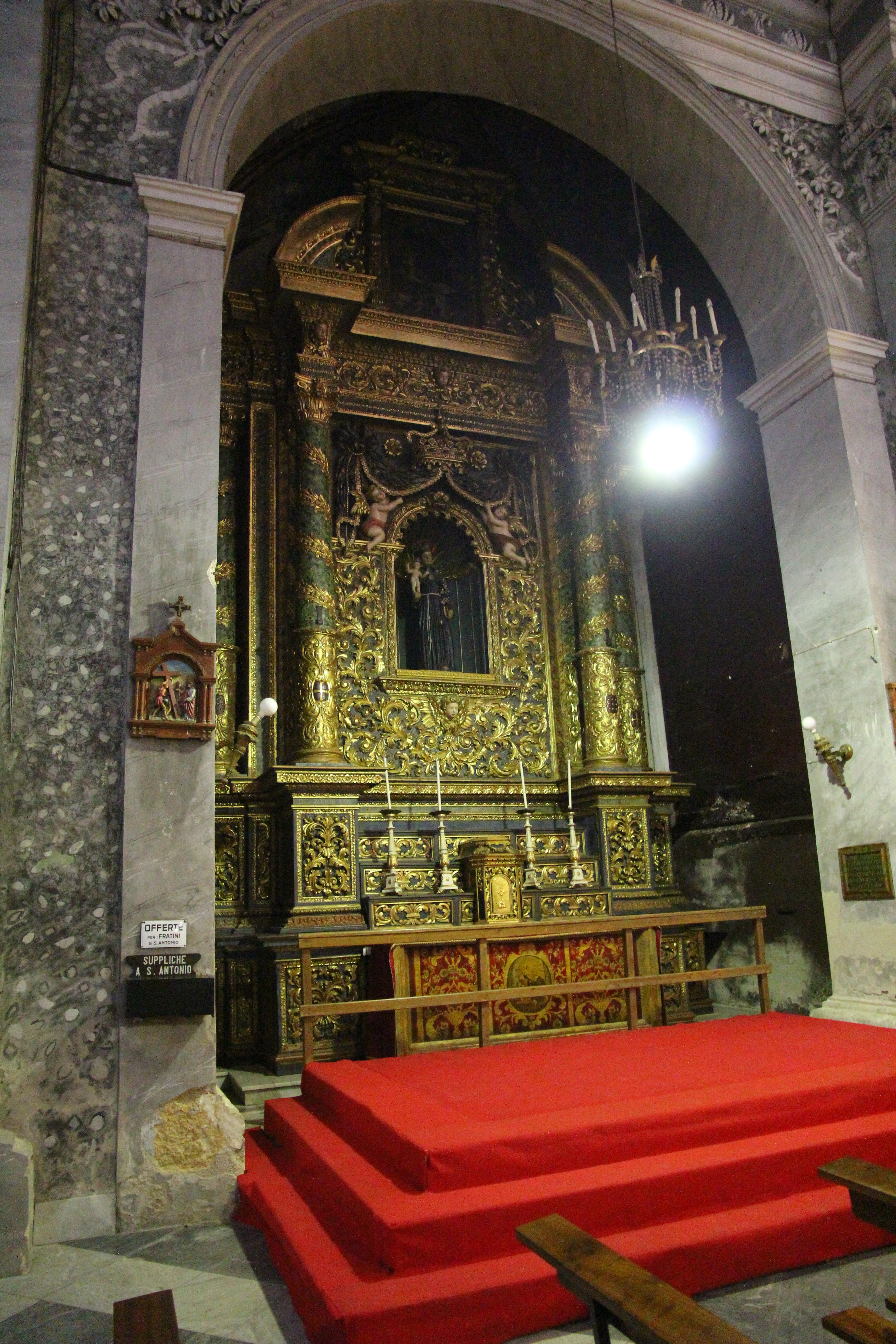